# نجم بسجس 2022
نجم بسجس 2022 (بالفرنسية: Étoile de Bessèges-Tour du Gard 2022)‏ هو سباق دراجات هوائية، وهو الموسم رقم 52 من نجم بسجس، وأقيم خلال الفترة 2 فبراير 2022، وحتى 6 فبراير 2022، وهو أحد سباقات طواف أوروبا للدراجات 2022.
فاز بالمركز الأول بنجامين توماس، وبالمركز الثاني البرتو بيتول، وبالمركز الثالث توبياس هالاند يوهانسن، وفاز مادس بيدرسن في ترتيب النقاط، وكان الفائز حسب النقاط للشباب توبياس هالاند يوهانسن، وكان الفائز في تصنيف الجبال Jay Vine ‏، وفاز ديركت إينرجي في ترتيب الفرق.

## الفرق
| فرق عالمية (9)- AG2R Citroën Team - Groupama-FDJ - Cofidis - UAE Team Emirates - Ineos Grenadiers - Israel-Premier Tech - Trek-Segafredo - Intermarché-Wanty-Gobert Matériaux - EF Education-EasyPost فرق برو (9)- بي آند بي هوتيلز 2022 ‏ - Alpecin-Fenix - Arkéa-Samsic - TotalEnergies - سبورت فلاندرين بالويس ‏ - أونو اكس برو سايكلنج تيم 2022 ‏ - Bardiani CSF Faizanè - كيرن فارما 2022 ‏ - بنجوال باوليز ساوكس دبليو بي 2022 ‏ فرق قارية (3)- سانت ميشيل-أوبير 93 2022 ‏ - Van Rysel–Roubaix ‏ - CIC U Nantes Atlantique ‏ |  |
| |  |

## المراحل
| قائمة المراحل | قائمة المراحل | قائمة المراحل                              | قائمة المراحل  | قائمة المراحل | قائمة المراحل         | قائمة المراحل |
| المرحلة       | التاريخ       | الدورة                                     |                | المسافة (كم)  | الفائز بالمرحلة       | القائد العام  |
| ------------- | ------------- | ------------------------------------------ | -------------- | ------------- | --------------------- | ------------- |
| مرحلة 1       | 2 فبراير      | Bellegarde ‏ – Bellegarde ‏                  | مرحلة مستوية   | 160٫86        | مادس بيدرسن           | مادس بيدرسن   |
| مرحلة 2       | 3 فبراير      | Saint-Christol-lez-Alès ‏ – Rousson ‏        | مرحلة جبلية    | 156٫21        | بريان كوكار           | مادس بيدرسن   |
| مرحلة 3       | 4 فبراير      | بسجس – بسجس                                | مرحلة جبلية    | 155٫65        | بنجامين توماس         | بنجامين توماس |
| مرحلة 4       | 5 فبراير      | Saint-Hilaire-de-Brethmas ‏ – mont Bouquet ‏ | مرحلة جبلية    | 145٫41        | توبياس هالاند يوهانسن | بنجامين توماس |
| مرحلة 5       | 6 فبراير      | أليس – أليس                                | فردي ضد الساعة | 10٫63         | فيليبو غانا           | بنجامين توماس |

## النتيجة

### مرحلة 1
هي مرحلة بسيطة، أقيمت في 2 فبراير 2022، وامتدّت لمسافة 160.86 كيلومتر. فاز بالمرحلة مادس بيدرسن، وكان متصدر الترتيب العام في نهاية المرحلة مادس بيدرسن، وكان المتصدر حسب ترتيب النقاط مادس بيدرسن، وكان المتصدر في ترتيب التسلق Matis Louvel ‏، وتصدر ترتيب النقاط للشباب آرنه ماريت ‏، وكان متصدر ترتيب الفرق توتال إنرجيز 2022 ‏.
| التصنيف العام         | التصنيف العام       | التصنيف العام   | التصنيف العام         | التصنيف العام |
| العداء                | العداء              | البلد           | الفريق                | الوقت         |
| --------------------- | ------------------- | --------------- | --------------------- | ------------- |
| 1                     | مادس بيدرسن         | الدنمارك        | تريك سيغافريدو        | 3 س 32 د 37 ث |
| 2                     | هوغو هوفستيتر       | فرنسا           | اركيا سامسيك          | + 5 ث         |
| 3                     | إيدفالد بواسون هاغن | النرويج         | TotalEnergies         | + 7 ث         |
| 4                     | البرتو بيتول        | إيطاليا         | EF Education-EasyPost | + 11 ث        |
| 5                     | Mathieu Burgaudeau ‏ | فرنسا           | TotalEnergies         | + 11 ث        |
| 6                     | كريستوفر لوليس      | المملكة المتحدة | TotalEnergies         | + 14 ث        |
| 7                     | فيليبو غانا         | إيطاليا         | Ineos Grenadiers      | + 17 ث        |
| 8                     | بنجامين توماس       | فرنسا           | Cofidis               | + 17 ث        |
| 9                     | جريج فان أفرمت      | بلجيكا          | AG2R Citroën Team     | + 17 ث        |
| 10                    | توم سكوجين          | لاتفيا          | تريك سيغافريدو        | + 21 ث        |
| مصدر: ProCyclingStats |                     |                 |                       |               |

### مرحلة 2
هي مرحلة جبلية، أقيمت في 3 فبراير 2022، وامتدّت لمسافة 156.21 كيلومتر. فاز بالمرحلة بريان كوكار، وكان متصدر الترتيب العام في نهاية المرحلة مادس بيدرسن، وكان المتصدر حسب ترتيب النقاط مادس بيدرسن، وكان المتصدر في ترتيب التسلق مارتي ماركيز، وتصدر ترتيب النقاط للشباب توبياس هالاند يوهانسن، وكان متصدر ترتيب الفرق توتال إنرجيز 2022 ‏.
| التصنيف العام         | التصنيف العام       | التصنيف العام   | التصنيف العام         | التصنيف العام |
| العداء                | العداء              | البلد           | الفريق                | الوقت         |
| --------------------- | ------------------- | --------------- | --------------------- | ------------- |
| 1                     | مادس بيدرسن         | الدنمارك        | تريك سيغافريدو        | 7 س 14 د 17 ث |
| 2                     | Mathieu Burgaudeau ‏ | فرنسا           | TotalEnergies         | + 17 ث        |
| 3                     | البرتو بيتول        | إيطاليا         | EF Education-EasyPost | + 21 ث        |
| 4                     | بنجامين توماس       | فرنسا           | Cofidis               | + 29 ث        |
| 5                     | كونور سويفت         | المملكة المتحدة | اركيا سامسيك          | + 35 ث        |
| 6                     | إيدفالد بواسون هاغن | النرويج         | TotalEnergies         | + 35 ث        |
| 7                     | بيير لاتور          | فرنسا           | TotalEnergies         | + 40 ث        |
| 8                     | توم سكوجين          | لاتفيا          | تريك سيغافريدو        | + 44 ث        |
| 9                     | بريان كوكار         | فرنسا           | Cofidis               | + 47 ث        |
| 10                    | ريتشارد كاراباز     | الإكوادور       | Ineos Grenadiers      | + 51 ث        |
| مصدر: ProCyclingStats |                     |                 |                       |               |

### مرحلة 3
هي مرحلة جبلية، أقيمت في 4 فبراير 2022، وامتدّت لمسافة 155.65 كيلومتر. فاز بالمرحلة بنجامين توماس، وكان متصدر الترتيب العام في نهاية المرحلة بنجامين توماس، وكان المتصدر حسب ترتيب النقاط البرتو بيتول، وكان المتصدر في ترتيب التسلق برونو أرميريل، وتصدر ترتيب النقاط للشباب توبياس هالاند يوهانسن، وكان متصدر ترتيب الفرق توتال إنرجيز 2022 ‏.
| التصنيف العام         | التصنيف العام         | التصنيف العام   | التصنيف العام          | التصنيف العام  |
| العداء                | العداء                | البلد           | الفريق                 | الوقت          |
| --------------------- | --------------------- | --------------- | ---------------------- | -------------- |
| 1                     | بنجامين توماس         | فرنسا           | Cofidis                | 10 س 53 د 05 ث |
| 2                     | البرتو بيتول          | إيطاليا         | EF Education-EasyPost  | + 7 ث          |
| 3                     | Mathieu Burgaudeau ‏   | فرنسا           | TotalEnergies          | + 15 ث         |
| 4                     | كونور سويفت           | المملكة المتحدة | اركيا سامسيك           | + 31 ث         |
| 5                     | إيدفالد بواسون هاغن   | النرويج         | TotalEnergies          | + 33 ث         |
| 6                     | بيير لاتور            | فرنسا           | TotalEnergies          | + 36 ث         |
| 7                     | توبياس هالاند يوهانسن | النرويج         | Uno-X Pro Cycling Team | + 41 ث         |
| 8                     | توم سكوجين            | لاتفيا          | تريك سيغافريدو         | + 42 ث         |
| 9                     | بريان كوكار           | فرنسا           | Cofidis                | + 45 ث         |
| 10                    | مادس بيدرسن           | الدنمارك        | تريك سيغافريدو         | + 51 ث         |
| مصدر: ProCyclingStats |                       |                 |                        |                |

### مرحلة 4
هي مرحلة جبلية، أقيمت في 5 فبراير 2022، وامتدّت لمسافة 145.41 كيلومتر. فاز بالمرحلة توبياس هالاند يوهانسن، وكان متصدر الترتيب العام في نهاية المرحلة بنجامين توماس، وكان المتصدر حسب ترتيب النقاط توبياس هالاند يوهانسن، وكان المتصدر في ترتيب التسلق جيريمي كابوت، وتصدر ترتيب النقاط للشباب توبياس هالاند يوهانسن، وكان متصدر ترتيب الفرق توتال إنرجيز 2022 ‏.
| التصنيف العام         | التصنيف العام         | التصنيف العام   | التصنيف العام          | التصنيف العام  |
| العداء                | العداء                | البلد           | الفريق                 | الوقت          |
| --------------------- | --------------------- | --------------- | ---------------------- | -------------- |
| 1                     | بنجامين توماس         | فرنسا           | Cofidis                | 14 س 23 د 50 ث |
| 2                     | البرتو بيتول          | إيطاليا         | EF Education-EasyPost  | + 7 ث          |
| 3                     | توبياس هالاند يوهانسن | النرويج         | Uno-X Pro Cycling Team | + 8 ث          |
| 4                     | بيير لاتور            | فرنسا           | TotalEnergies          | + 25 ث         |
| 5                     | Mathieu Burgaudeau ‏   | فرنسا           | TotalEnergies          | + 26 ث         |
| 6                     | كونور سويفت           | المملكة المتحدة | اركيا سامسيك           | + 56 ث         |
| 7                     | دييغو يليسي           | إيطاليا         | فريق الإمارات          | + 56 ث         |
| 8                     | توم سكوجين            | لاتفيا          | تريك سيغافريدو         | + 1 د 13 ث     |
| 9                     | Thibault Guernalec ‏   | فرنسا           | اركيا سامسيك           | + 1 د 14 ث     |
| 10                    | كوينتين باشر          | فرنسا           | Groupama-FDJ           | + 1 د 16 ث     |
| مصدر: ProCyclingStats |                       |                 |                        |                |

### مرحلة 5
هي مرحلة من نوع سباق زمن فردي، أقيمت في 6 فبراير 2022، وامتدّت لمسافة 10.63 كيلومتر. فاز بالمرحلة فيليبو غانا، وكان متصدر الترتيب العام في نهاية المرحلة بنجامين توماس.

## المشاركون
| Ineos Grenadiers IGD | Ineos Grenadiers IGD | Ineos Grenadiers IGD |
| -------------------- | -------------------- | -------------------- |
| م                    | عداء                 | مرتبة                |
| 1                    | ماغنوس شيفيلد        | 31                   |
| 2                    | ريتشارد كاراباز      | لم يبدأ-5            |
| 3                    | لورينز دي بلس        | 110                  |
| 4                    | فيليبو غانا          | 85                   |
| 5                    | إدوارد دنبر          | 91                   |
| 6                    | Kim Heiduk ‏          | 114                  |
| 7                    | Ben Tulett ‏          | 111                  |

| AG2R Citroën Team ACT | AG2R Citroën Team ACT | AG2R Citroën Team ACT |
| --------------------- | --------------------- | --------------------- |
| م                     | عداء                  | مرتبة                 |
| 11                    | جريج فان أفرمت        | 27                    |
| 12                    | Mikaël Cherel ‏        | 67                    |
| 13                    | ليليان كالجمان        | 14                    |
| 14                    | Clément Champoussin ‏  | 40                    |
| 15                    | Larry Warbasse ‏       | 20                    |
| 16                    | Paul Lapeira ‏         | 26                    |
| 17                    | Antoine Raugel ‏       | 48                    |

| Trek-Segafredo TFS | Trek-Segafredo TFS | Trek-Segafredo TFS |
| ------------------ | ------------------ | ------------------ |
| م                  | عداء               | مرتبة              |
| 21                 | توني قالوبا        | 78                 |
| 22                 | توم سكوجين         | 9                  |
| 23                 | اليكس كيرش         | 90                 |
| 24                 | باوك موليما        | 50                 |
| 25                 | Antonio Tiberi ‏    | 44                 |
| 26                 | مادس بيدرسن        | 37                 |
| 27                 | فيليبو بارونسيني   | 92                 |

| UAE Team Emirates UAD | UAE Team Emirates UAD | UAE Team Emirates UAD |
| --------------------- | --------------------- | --------------------- |
| م                     | عداء                  | مرتبة                 |
| 31                    | باسكال أكرمان         | 118                   |
| 32                    | Alexys Brunel ‏        | 94                    |
| 33                    | Alessandro Covi ‏      | 36                    |
| 34                    | فيجارد ستيك لاينجن    | لم يكمل السباق-3      |
| 35                    | إيفو أوليفيرا         | 122                   |
| 36                    | جويل سوتير            | 103                   |
| 37                    | دييغو يليسي           | 6                     |

| Groupama-FDJ GFC | Groupama-FDJ GFC   | Groupama-FDJ GFC |
| ---------------- | ------------------ | ---------------- |
| م                | عداء               | مرتبة            |
| 41               | تيبو بينو          | 11               |
| 42               | برونو أرميريل      | 84               |
| 43               | أنطوان دوتشيسن     | 43               |
| 44               | ماثيو لاداجنوس     | 47               |
| 45               | توبياس لودفيجسون   | 45               |
| 46               | سيباستيان رايشنباخ | 13               |
| 47               | كوينتين باشر       | 10               |

| Intermarché-Wanty-Gobert Matériaux IWG | Intermarché-Wanty-Gobert Matériaux IWG | Intermarché-Wanty-Gobert Matériaux IWG |
| -------------------------------------- | -------------------------------------- | -------------------------------------- |
| م                                      | عداء                                   | مرتبة                                  |
| 51                                     | ايمي دي جندت                           | 64                                     |
| 52                                     | Théo Delacroix ‏                        | 75                                     |
| 53                                     | Julius Johansen ‏                       | لم يبدأ-4                              |
| 54                                     | Simone Petilli ‏                        | 62                                     |
| 55                                     | Gerben Thijssen ‏                       | 100                                    |
| 56                                     | Boy van Poppel ‏                        | 106                                    |
| 57                                     | جورج تسيمارمان                         | 73                                     |

| EF Education-EasyPost EFE | EF Education-EasyPost EFE | EF Education-EasyPost EFE |
| ------------------------- | ------------------------- | ------------------------- |
| م                         | عداء                      | مرتبة                     |
| 61                        | ألبرتو بيتول              | 2                         |
| 62                        | أوين دول                  | 77                        |
| 63                        | ينس كوكلاير               | 66                        |
| 64                        | ماغنوس كورت نيلسن         | 96                        |
| 65                        | توماس سكالي               | 116                       |
| 66                        | مايكل فالغرين             | 60                        |
| 67                        | Łukasz Wiśniowski ‏        | 89                        |

| Cofidis COF | Cofidis COF         | Cofidis COF |
| ----------- | ------------------- | ----------- |
| م           | عداء                | مرتبة       |
| 71          | بريان كوكار         | 17          |
| 72          | خيسوس هييرادة       | 15          |
| 73          | Alexandre Delettre ‏ | 68          |
| 74          | خوسيه هييرادة       | 76          |
| 75          | Rémy Rochas ‏        | 49          |
| 76          | بنجامين توماس       | 1           |
| 77          | بيت اليجارت         | 63          |

| Israel-Premier Tech IPT | Israel-Premier Tech IPT | Israel-Premier Tech IPT |
| ----------------------- | ----------------------- | ----------------------- |
| م                       | عداء                    | مرتبة                   |
| 81                      | ويليام بويفن            | لم يكمل السباق-1        |
| 82                      | إيتامار أينهورن         | لم يكمل السباق-3        |
| 83                      | هوغو هول                | 12                      |
| 84                      | داريل إيمبي             | 70                      |
| 85                      | تاج جونز ‏               | 123                     |
| 86                      | قاي ساقيف               | 95                      |
| 87                      | كوربين سترونغ           | 33                      |

| فيتال كونسبت ‏ BBK | فيتال كونسبت ‏ BBK      | فيتال كونسبت ‏ BBK |
| ----------------- | ---------------------- | ----------------- |
| م                 | عداء                   | مرتبة             |
| 91                | Raphaël Parisella ‏     | 104               |
| 92                | Thibault Ferasse ‏      | 38                |
| 93                | ألكسيس غوجيراد         | 102               |
| 94                | ميغيل هايدمان ‏         | 86                |
| 95                | كوينتين جوريغوي        | 34                |
| 96                | Victor Koretzky ‏       | 42                |
| 97                | Sebastian Schönberger ‏ | 32                |

| Alpecin-Fenix AFC | Alpecin-Fenix AFC         | Alpecin-Fenix AFC |
| ----------------- | ------------------------- | ----------------- |
| م                 | عداء                      | مرتبة             |
| 101               | يجف دي بوندت              | 115               |
| 102               | جوليان فيرموت             | لم يكمل السباق-4  |
| 103               | Jay Vine ‏                 | 83                |
| 104               | Guillaume Van Keirsbulck ‏ | 82                |
| 105               | كريستيان سباراغلي         | 80                |
| 106               | صموئيل غيز ‏               | 46                |
| 107               | Ayco Bastiaens ‏           | 87                |

| TotalEnergies TEN | TotalEnergies TEN   | TotalEnergies TEN |
| ----------------- | ------------------- | ----------------- |
| م                 | عداء                | مرتبة             |
| 111               | إيدفالد بواسون هاغن | 16                |
| 112               | Mathieu Burgaudeau ‏ | 5                 |
| 113               | جيريمي كابوت        | 56                |
| 114               | Fabien Doubey ‏      | 18                |
| 115               | بيير لاتور          | 4                 |
| 116               | كريستوفر لوليس      | 120               |
| 117               | Geoffrey Soupe ‏     | 52                |

| سبورت فلاندرين بالويس ‏ SVB | سبورت فلاندرين بالويس ‏ SVB | سبورت فلاندرين بالويس ‏ SVB |
| -------------------------- | -------------------------- | -------------------------- |
| م                          | عداء                       | مرتبة                      |
| 121                        | Lindsay De Vylder ‏         | 35                         |
| 122                        | أليكس كولمان ‏              | لم يكمل السباق-3           |
| 123                        | آرنه ماريت ‏                | 41                         |
| 124                        | Jens Reynders ‏             | 79                         |
| 125                        | Aaron Van Poucke ‏          | لم يبدأ-3                  |
| 126                        | Kenneth Van Rooy ‏          | لم يبدأ-3                  |
| 127                        | Ward Vanhoof ‏              | 54                         |

| Arkéa-Samsic ARK | Arkéa-Samsic ARK    | Arkéa-Samsic ARK |
| ---------------- | ------------------- | ---------------- |
| م                | عداء                | مرتبة            |
| 131              | Thibault Guernalec ‏ | 8                |
| 132              | هوغو هوفستيتر       | 51               |
| 133              | Matis Louvel ‏       | 29               |
| 134              | ألان ريو ‏           | 72               |
| 135              | Alessandro Verre ‏   | 58               |
| 136              | كليمنت روسو         | 57               |
| 137              | كونور سويفت         | 7                |

| أونو-إكس موبيليتي ‏ UXT | أونو-إكس موبيليتي ‏ UXT | أونو-إكس موبيليتي ‏ UXT |
| ---------------------- | ---------------------- | ---------------------- |
| م                      | عداء                   | مرتبة                  |
| 141                    | راسموس تيلر            | 65                     |
| 142                    | أندرس سكارسيث          | 59                     |
| 143                    | كريستوفر هالفورسن      | 88                     |
| 144                    | Morten Hulgaard ‏       | 101                    |
| 145                    | Erik Resell ‏           | 53                     |
| 146                    | توبياس هالاند يوهانسن  | 3                      |
| 147                    | يوناس غريغارد          | لم يبدأ-4              |

| Equipo Kern Pharma ‏ EKP | Equipo Kern Pharma ‏ EKP    | Equipo Kern Pharma ‏ EKP |
| ----------------------- | -------------------------- | ----------------------- |
| م                       | عداء                       | مرتبة                   |
| 151                     | فرنسيسكو غالفان            | 24                      |
| 152                     | مارتي ماركيز               | 109                     |
| 153                     | Danny van der Tuuk ‏        | 61                      |
| 154                     | Daniel Méndez ‏             | 30                      |
| 155                     | Ibon Ruiz ‏                 | 81                      |
| 156                     | Eugenio Sánchez (cyclist) ‏ | 55                      |
| 157                     | Pau Miquel ‏                | 22                      |

| بنجوال باوليز ساوكس دبليو بي ‏ BWB | بنجوال باوليز ساوكس دبليو بي ‏ BWB | بنجوال باوليز ساوكس دبليو بي ‏ BWB |
| --------------------------------- | --------------------------------- | --------------------------------- |
| م                                 | عداء                              | مرتبة                             |
| 161                               | Louis Blouwe ‏                     | لم يبدأ-5                         |
| 162                               | Cériel Desal ‏                     | لم يبدأ-4                         |
| 163                               | Rémy Mertz ‏                       | 21                                |
| 164                               | Milan Menten ‏                     | لم يبدأ-5                         |
| 165                               | Tom Paquot ‏                       | 117                               |
| 166                               | Karl Patrick Lauk ‏                | 108                               |
| 167                               | Luc Wirtgen ‏                      | 23                                |

| Bardiani CSF Faizanè BCF | Bardiani CSF Faizanè BCF | Bardiani CSF Faizanè BCF |
| ------------------------ | ------------------------ | ------------------------ |
| م                        | عداء                     | مرتبة                    |
| 171                      | إنريكو باتاغلين          | لم يبدأ-3                |
| 172                      | Luca Colnaghi ‏           | OTL-5                    |
| 173                      | Filippo Fiorelli ‏        | لم يكمل السباق-3         |
| 174                      | Fabio Mazzucco ‏          | OTL-5                    |
| 175                      | ساشا مودولو              | لم يبدأ-3                |
| 176                      | Alessandro Santaromita ‏  | OTL-5                    |
| 177                      | Samuele Zoccarato ‏       | 19                       |

| إتش بي بي تي بي – أوبير 93 ‏ AUB | إتش بي بي تي بي – أوبير 93 ‏ AUB | إتش بي بي تي بي – أوبير 93 ‏ AUB |
| ------------------------------- | ------------------------------- | ------------------------------- |
| م                               | عداء                            | مرتبة                           |
| 181                             | Romain Cardis ‏                  | لم يكمل السباق-1                |
| 182                             | Tony Hurel ‏                     | 112                             |
| 183                             | Nicolas Debeaumarché ‏           | 28                              |
| 184                             | أنتوني مالدونادو                | OTL-5                           |
| 185                             | Yoann Paillot ‏                  | 69                              |
| 186                             | Flavien Maurelet ‏               | OTL-5                           |
| 187                             | Morné van Niekerk ‏              | 98                              |

| Van Rysel–Roubaix ‏ GRL | Van Rysel–Roubaix ‏ GRL | Van Rysel–Roubaix ‏ GRL |
| ---------------------- | ---------------------- | ---------------------- |
| م                      | عداء                   | مرتبة                  |
| 191                    | توماس بودات            | 99                     |
| 192                    | Clément Carisey ‏       | 97                     |
| 193                    | توماس دينيس            | 121                    |
| 194                    | صموئيل لورو ‏           | 105                    |
| 195                    | افالداس سيسكفهيوس      | 93                     |
| 196                    | Norman Vahtra ‏         | 119                    |
| 197                    | Maxime Jarnet ‏         | 39                     |

| CIC U Nantes Atlantique ‏ 194 | CIC U Nantes Atlantique ‏ 194 | CIC U Nantes Atlantique ‏ 194 |
| ---------------------------- | ---------------------------- | ---------------------------- |
| م                            | عداء                         | مرتبة                        |
| 201                          | Louis Barré ‏                 | 25                           |
| 202                          | Yaël Joalland ‏               | لم يكمل السباق-4             |
| 203                          | Maël Guégan ‏                 | 74                           |
| 204                          | Jordan Jegat ‏                | لم يكمل السباق-3             |
| 205                          | Mathias Le Turnier ‏          | 113                          |
| 206                          | ايمانويل مورين               | 71                           |
| 207                          | Tom Paquet ‏                  | 107                          |

| Ineos Grenadiers IGD | Ineos Grenadiers IGD | Ineos Grenadiers IGD |
| -------------------- | -------------------- | -------------------- |
| م                    | عداء                 | مرتبة                |
| 1                    | ماغنوس شيفيلد        | 31                   |
| 2                    | ريتشارد كاراباز      | لم يبدأ-5            |
| 3                    | لورينز دي بلس        | 110                  |
| 4                    | فيليبو غانا          | 85                   |
| 5                    | إدوارد دنبر          | 91                   |
| 6                    | Kim Heiduk ‏          | 114                  |
| 7                    | Ben Tulett ‏          | 111                  |

| AG2R Citroën Team ACT | AG2R Citroën Team ACT | AG2R Citroën Team ACT |
| --------------------- | --------------------- | --------------------- |
| م                     | عداء                  | مرتبة                 |
| 11                    | جريج فان أفرمت        | 27                    |
| 12                    | Mikaël Cherel ‏        | 67                    |
| 13                    | ليليان كالجمان        | 14                    |
| 14                    | Clément Champoussin ‏  | 40                    |
| 15                    | Larry Warbasse ‏       | 20                    |
| 16                    | Paul Lapeira ‏         | 26                    |
| 17                    | Antoine Raugel ‏       | 48                    |

| Trek-Segafredo TFS | Trek-Segafredo TFS | Trek-Segafredo TFS |
| ------------------ | ------------------ | ------------------ |
| م                  | عداء               | مرتبة              |
| 21                 | توني قالوبا        | 78                 |
| 22                 | توم سكوجين         | 9                  |
| 23                 | اليكس كيرش         | 90                 |
| 24                 | باوك موليما        | 50                 |
| 25                 | Antonio Tiberi ‏    | 44                 |
| 26                 | مادس بيدرسن        | 37                 |
| 27                 | فيليبو بارونسيني   | 92                 |

| UAE Team Emirates UAD | UAE Team Emirates UAD | UAE Team Emirates UAD |
| --------------------- | --------------------- | --------------------- |
| م                     | عداء                  | مرتبة                 |
| 31                    | باسكال أكرمان         | 118                   |
| 32                    | Alexys Brunel ‏        | 94                    |
| 33                    | Alessandro Covi ‏      | 36                    |
| 34                    | فيجارد ستيك لاينجن    | لم يكمل السباق-3      |
| 35                    | إيفو أوليفيرا         | 122                   |
| 36                    | جويل سوتير            | 103                   |
| 37                    | دييغو يليسي           | 6                     |

| Groupama-FDJ GFC | Groupama-FDJ GFC   | Groupama-FDJ GFC |
| ---------------- | ------------------ | ---------------- |
| م                | عداء               | مرتبة            |
| 41               | تيبو بينو          | 11               |
| 42               | برونو أرميريل      | 84               |
| 43               | أنطوان دوتشيسن     | 43               |
| 44               | ماثيو لاداجنوس     | 47               |
| 45               | توبياس لودفيجسون   | 45               |
| 46               | سيباستيان رايشنباخ | 13               |
| 47               | كوينتين باشر       | 10               |

| Intermarché-Wanty-Gobert Matériaux IWG | Intermarché-Wanty-Gobert Matériaux IWG | Intermarché-Wanty-Gobert Matériaux IWG |
| -------------------------------------- | -------------------------------------- | -------------------------------------- |
| م                                      | عداء                                   | مرتبة                                  |
| 51                                     | ايمي دي جندت                           | 64                                     |
| 52                                     | Théo Delacroix ‏                        | 75                                     |
| 53                                     | Julius Johansen ‏                       | لم يبدأ-4                              |
| 54                                     | Simone Petilli ‏                        | 62                                     |
| 55                                     | Gerben Thijssen ‏                       | 100                                    |
| 56                                     | Boy van Poppel ‏                        | 106                                    |
| 57                                     | جورج تسيمارمان                         | 73                                     |

| EF Education-EasyPost EFE | EF Education-EasyPost EFE | EF Education-EasyPost EFE |
| ------------------------- | ------------------------- | ------------------------- |
| م                         | عداء                      | مرتبة                     |
| 61                        | ألبرتو بيتول              | 2                         |
| 62                        | أوين دول                  | 77                        |
| 63                        | ينس كوكلاير               | 66                        |
| 64                        | ماغنوس كورت نيلسن         | 96                        |
| 65                        | توماس سكالي               | 116                       |
| 66                        | مايكل فالغرين             | 60                        |
| 67                        | Łukasz Wiśniowski ‏        | 89                        |

| Cofidis COF | Cofidis COF         | Cofidis COF |
| ----------- | ------------------- | ----------- |
| م           | عداء                | مرتبة       |
| 71          | بريان كوكار         | 17          |
| 72          | خيسوس هييرادة       | 15          |
| 73          | Alexandre Delettre ‏ | 68          |
| 74          | خوسيه هييرادة       | 76          |
| 75          | Rémy Rochas ‏        | 49          |
| 76          | بنجامين توماس       | 1           |
| 77          | بيت اليجارت         | 63          |

| Israel-Premier Tech IPT | Israel-Premier Tech IPT | Israel-Premier Tech IPT |
| ----------------------- | ----------------------- | ----------------------- |
| م                       | عداء                    | مرتبة                   |
| 81                      | ويليام بويفن            | لم يكمل السباق-1        |
| 82                      | إيتامار أينهورن         | لم يكمل السباق-3        |
| 83                      | هوغو هول                | 12                      |
| 84                      | داريل إيمبي             | 70                      |
| 85                      | تاج جونز ‏               | 123                     |
| 86                      | قاي ساقيف               | 95                      |
| 87                      | كوربين سترونغ           | 33                      |

| فيتال كونسبت ‏ BBK | فيتال كونسبت ‏ BBK      | فيتال كونسبت ‏ BBK |
| ----------------- | ---------------------- | ----------------- |
| م                 | عداء                   | مرتبة             |
| 91                | Raphaël Parisella ‏     | 104               |
| 92                | Thibault Ferasse ‏      | 38                |
| 93                | ألكسيس غوجيراد         | 102               |
| 94                | ميغيل هايدمان ‏         | 86                |
| 95                | كوينتين جوريغوي        | 34                |
| 96                | Victor Koretzky ‏       | 42                |
| 97                | Sebastian Schönberger ‏ | 32                |

| Alpecin-Fenix AFC | Alpecin-Fenix AFC         | Alpecin-Fenix AFC |
| ----------------- | ------------------------- | ----------------- |
| م                 | عداء                      | مرتبة             |
| 101               | يجف دي بوندت              | 115               |
| 102               | جوليان فيرموت             | لم يكمل السباق-4  |
| 103               | Jay Vine ‏                 | 83                |
| 104               | Guillaume Van Keirsbulck ‏ | 82                |
| 105               | كريستيان سباراغلي         | 80                |
| 106               | صموئيل غيز ‏               | 46                |
| 107               | Ayco Bastiaens ‏           | 87                |

| TotalEnergies TEN | TotalEnergies TEN   | TotalEnergies TEN |
| ----------------- | ------------------- | ----------------- |
| م                 | عداء                | مرتبة             |
| 111               | إيدفالد بواسون هاغن | 16                |
| 112               | Mathieu Burgaudeau ‏ | 5                 |
| 113               | جيريمي كابوت        | 56                |
| 114               | Fabien Doubey ‏      | 18                |
| 115               | بيير لاتور          | 4                 |
| 116               | كريستوفر لوليس      | 120               |
| 117               | Geoffrey Soupe ‏     | 52                |

| سبورت فلاندرين بالويس ‏ SVB | سبورت فلاندرين بالويس ‏ SVB | سبورت فلاندرين بالويس ‏ SVB |
| -------------------------- | -------------------------- | -------------------------- |
| م                          | عداء                       | مرتبة                      |
| 121                        | Lindsay De Vylder ‏         | 35                         |
| 122                        | أليكس كولمان ‏              | لم يكمل السباق-3           |
| 123                        | آرنه ماريت ‏                | 41                         |
| 124                        | Jens Reynders ‏             | 79                         |
| 125                        | Aaron Van Poucke ‏          | لم يبدأ-3                  |
| 126                        | Kenneth Van Rooy ‏          | لم يبدأ-3                  |
| 127                        | Ward Vanhoof ‏              | 54                         |

| Arkéa-Samsic ARK | Arkéa-Samsic ARK    | Arkéa-Samsic ARK |
| ---------------- | ------------------- | ---------------- |
| م                | عداء                | مرتبة            |
| 131              | Thibault Guernalec ‏ | 8                |
| 132              | هوغو هوفستيتر       | 51               |
| 133              | Matis Louvel ‏       | 29               |
| 134              | ألان ريو ‏           | 72               |
| 135              | Alessandro Verre ‏   | 58               |
| 136              | كليمنت روسو         | 57               |
| 137              | كونور سويفت         | 7                |

| أونو-إكس موبيليتي ‏ UXT | أونو-إكس موبيليتي ‏ UXT | أونو-إكس موبيليتي ‏ UXT |
| ---------------------- | ---------------------- | ---------------------- |
| م                      | عداء                   | مرتبة                  |
| 141                    | راسموس تيلر            | 65                     |
| 142                    | أندرس سكارسيث          | 59                     |
| 143                    | كريستوفر هالفورسن      | 88                     |
| 144                    | Morten Hulgaard ‏       | 101                    |
| 145                    | Erik Resell ‏           | 53                     |
| 146                    | توبياس هالاند يوهانسن  | 3                      |
| 147                    | يوناس غريغارد          | لم يبدأ-4              |

| Equipo Kern Pharma ‏ EKP | Equipo Kern Pharma ‏ EKP    | Equipo Kern Pharma ‏ EKP |
| ----------------------- | -------------------------- | ----------------------- |
| م                       | عداء                       | مرتبة                   |
| 151                     | فرنسيسكو غالفان            | 24                      |
| 152                     | مارتي ماركيز               | 109                     |
| 153                     | Danny van der Tuuk ‏        | 61                      |
| 154                     | Daniel Méndez ‏             | 30                      |
| 155                     | Ibon Ruiz ‏                 | 81                      |
| 156                     | Eugenio Sánchez (cyclist) ‏ | 55                      |
| 157                     | Pau Miquel ‏                | 22                      |

| بنجوال باوليز ساوكس دبليو بي ‏ BWB | بنجوال باوليز ساوكس دبليو بي ‏ BWB | بنجوال باوليز ساوكس دبليو بي ‏ BWB |
| --------------------------------- | --------------------------------- | --------------------------------- |
| م                                 | عداء                              | مرتبة                             |
| 161                               | Louis Blouwe ‏                     | لم يبدأ-5                         |
| 162                               | Cériel Desal ‏                     | لم يبدأ-4                         |
| 163                               | Rémy Mertz ‏                       | 21                                |
| 164                               | Milan Menten ‏                     | لم يبدأ-5                         |
| 165                               | Tom Paquot ‏                       | 117                               |
| 166                               | Karl Patrick Lauk ‏                | 108                               |
| 167                               | Luc Wirtgen ‏                      | 23                                |

| Bardiani CSF Faizanè BCF | Bardiani CSF Faizanè BCF | Bardiani CSF Faizanè BCF |
| ------------------------ | ------------------------ | ------------------------ |
| م                        | عداء                     | مرتبة                    |
| 171                      | إنريكو باتاغلين          | لم يبدأ-3                |
| 172                      | Luca Colnaghi ‏           | OTL-5                    |
| 173                      | Filippo Fiorelli ‏        | لم يكمل السباق-3         |
| 174                      | Fabio Mazzucco ‏          | OTL-5                    |
| 175                      | ساشا مودولو              | لم يبدأ-3                |
| 176                      | Alessandro Santaromita ‏  | OTL-5                    |
| 177                      | Samuele Zoccarato ‏       | 19                       |

| إتش بي بي تي بي – أوبير 93 ‏ AUB | إتش بي بي تي بي – أوبير 93 ‏ AUB | إتش بي بي تي بي – أوبير 93 ‏ AUB |
| ------------------------------- | ------------------------------- | ------------------------------- |
| م                               | عداء                            | مرتبة                           |
| 181                             | Romain Cardis ‏                  | لم يكمل السباق-1                |
| 182                             | Tony Hurel ‏                     | 112                             |
| 183                             | Nicolas Debeaumarché ‏           | 28                              |
| 184                             | أنتوني مالدونادو                | OTL-5                           |
| 185                             | Yoann Paillot ‏                  | 69                              |
| 186                             | Flavien Maurelet ‏               | OTL-5                           |
| 187                             | Morné van Niekerk ‏              | 98                              |

| Van Rysel–Roubaix ‏ GRL | Van Rysel–Roubaix ‏ GRL | Van Rysel–Roubaix ‏ GRL |
| ---------------------- | ---------------------- | ---------------------- |
| م                      | عداء                   | مرتبة                  |
| 191                    | توماس بودات            | 99                     |
| 192                    | Clément Carisey ‏       | 97                     |
| 193                    | توماس دينيس            | 121                    |
| 194                    | صموئيل لورو ‏           | 105                    |
| 195                    | افالداس سيسكفهيوس      | 93                     |
| 196                    | Norman Vahtra ‏         | 119                    |
| 197                    | Maxime Jarnet ‏         | 39                     |

| CIC U Nantes Atlantique ‏ 194 | CIC U Nantes Atlantique ‏ 194 | CIC U Nantes Atlantique ‏ 194 |
| ---------------------------- | ---------------------------- | ---------------------------- |
| م                            | عداء                         | مرتبة                        |
| 201                          | Louis Barré ‏                 | 25                           |
| 202                          | Yaël Joalland ‏               | لم يكمل السباق-4             |
| 203                          | Maël Guégan ‏                 | 74                           |
| 204                          | Jordan Jegat ‏                | لم يكمل السباق-3             |
| 205                          | Mathias Le Turnier ‏          | 113                          |
| 206                          | ايمانويل مورين               | 71                           |
| 207                          | Tom Paquet ‏                  | 107                          |

## التصنيف العام النهائي
| التصنيف العام         | التصنيف العام         | التصنيف العام   | التصنيف العام          | التصنيف العام  |
| العداء                | العداء                | البلد           | الفريق                 | الوقت          |
| --------------------- | --------------------- | --------------- | ---------------------- | -------------- |
| 1                     | بنجامين توماس         | فرنسا           | Cofidis                | 14 س 39 د 32 ث |
| 2                     | البرتو بيتول          | إيطاليا         | EF Education-EasyPost  | + 16 ث         |
| 3                     | توبياس هالاند يوهانسن | النرويج         | Uno-X Pro Cycling Team | + 32 ث         |
| 4                     | بيير لاتور            | فرنسا           | TotalEnergies          | + 34 ث         |
| 5                     | Mathieu Burgaudeau ‏   | فرنسا           | TotalEnergies          | + 1 د 02 ث     |
| 6                     | دييغو يليسي           | إيطاليا         | فريق الإمارات          | + 1 د 09 ث     |
| 7                     | كونور سويفت           | المملكة المتحدة | اركيا سامسيك           | + 1 د 13 ث     |
| 8                     | Thibault Guernalec ‏   | فرنسا           | اركيا سامسيك           | + 1 د 22 ث     |
| 9                     | توم سكوجين            | لاتفيا          | تريك سيغافريدو         | + 1 د 48 ث     |
| 10                    | كوينتين باشر          | فرنسا           | Groupama-FDJ           | + 1 د 56 ث     |
| مصدر: ProCyclingStats |                       |                 |                        |                |

### تصنيف النقاط
| تصنيف النقاط          | تصنيف النقاط          | تصنيف النقاط | تصنيف النقاط           | تصنيف النقاط |
| العداء                | العداء                | البلد        | الفريق                 | النقاط       |
| --------------------- | --------------------- | ------------ | ---------------------- | ------------ |
| 1                     | مادس بيدرسن           | الدنمارك     | تريك سيغافريدو         | 65 نقطة      |
| 2                     | بنجامين توماس         | فرنسا        | Cofidis                | 64 نقطة      |
| 3                     | البرتو بيتول          | إيطاليا      | EF Education-EasyPost  | 62 نقطة      |
| 4                     | توبياس هالاند يوهانسن | النرويج      | Uno-X Pro Cycling Team | 58 نقطة      |
| 5                     | بريان كوكار           | فرنسا        | Cofidis                | 37 نقطة      |
| 6                     | بيير لاتور            | فرنسا        | TotalEnergies          | 36 نقطة      |
| 7                     | فيليبو غانا           | إيطاليا      | Ineos Grenadiers       | 34 نقطة      |
| 8                     | Clément Champoussin ‏  | فرنسا        | AG2R Citroën Team      | 34 نقطة      |
| 9                     | Jay Vine ‏             | أستراليا     | Alpecin-Fenix          | 31 نقطة      |
| 10                    | هوغو هوفستيتر         | فرنسا        | اركيا سامسيك           | 29 نقطة      |
| مصدر: ProCyclingStats |                       |              |                        |              |

### تصنيف الجبال
| تصنيف الجبال          | تصنيف الجبال          | تصنيف الجبال     | تصنيف الجبال                       | تصنيف الجبال |
| العداء                | العداء                | البلد            | الفريق                             | النقاط       |
| --------------------- | --------------------- | ---------------- | ---------------------------------- | ------------ |
| 1                     | Jay Vine ‏             | أستراليا         | Alpecin-Fenix                      | 18 نقطة      |
| 2                     | جيريمي كابوت          | فرنسا            | TotalEnergies                      | 18 نقطة      |
| 3                     | توبياس هالاند يوهانسن | النرويج          | Uno-X Pro Cycling Team             | 14 نقطة      |
| 4                     | ماغنوس شيفيلد         | الولايات المتحدة | Ineos Grenadiers                   | 14 نقطة      |
| 5                     | Antonio Tiberi ‏       | إيطاليا          | تريك سيغافريدو                     | 14 نقطة      |
| 6                     | برونو أرميريل         | فرنسا            | Groupama-FDJ                       | 12 نقطة      |
| 7                     | Samuele Zoccarato ‏    | إيطاليا          | Bardiani CSF Faizanè               | 12 نقطة      |
| 8                     | جورج زيمارمان         | ألمانيا          | Intermarché-Wanty-Gobert Matériaux | 8 نقطة       |
| 9                     | مارتي ماركيز          | إسبانيا          | Equipo Kern Pharma                 | 8 نقطة       |
| 10                    | ألكسيس غوجيراد        | فرنسا            | B&B Hotels KTM                     | 7 نقطة       |
| مصدر: ProCyclingStats |                       |                  |                                    |              |

## تصنيف الفرق

### الفرق حسب الوقت
| تصنيف الفرق حسب الوقت | تصنيف الفرق حسب الوقت | تصنيف الفرق حسب الوقت | تصنيف الفرق حسب الوقت |
| الفريق                | الفريق                | البلد                 | الوقت                 |
| --------------------- | --------------------- | --------------------- | --------------------- |
| 1                     | TotalEnergies         | فرنسا                 | 44 س 02 د 28 ث        |
| 2                     | تريك سيغافريدو        | الولايات المتحدة      | + 13 ث                |
| 3                     | Cofidis               | فرنسا                 | + 1 د 02 ث            |
| 4                     | اركيا سامسيك          | فرنسا                 | + 1 د 02 ث            |
| 5                     | Groupama-FDJ          | فرنسا                 | + 1 د 33 ث            |
| مصدر: ProCyclingStats |                       |                       |                       |

## تصانيف فرعية

### تصنيف أفضل شاب
| تصنيف أفضل شاب        | تصنيف أفضل شاب        | تصنيف أفضل شاب   | تصنيف أفضل شاب           | تصنيف أفضل شاب |
| العداء                | العداء                | البلد            | الفريق                   | الوقت          |
| --------------------- | --------------------- | ---------------- | ------------------------ | -------------- |
| 1                     | توبياس هالاند يوهانسن | النرويج          | Uno-X Pro Cycling Team   | 14 س 40 د 04 ث |
| 2                     | Pau Miquel ‏           | إسبانيا          | Equipo Kern Pharma       | + 5 د 02 ث     |
| 3                     | Louis Barré ‏          | فرنسا            | Team U Nantes Atlantique | + 5 د 49 ث     |
| 4                     | Paul Lapeira ‏         | فرنسا            | AG2R Citroën Team        | + 5 د 56 ث     |
| 5                     | Matis Louvel ‏         | فرنسا            | اركيا سامسيك             | + 6 د 14 ث     |
| 6                     | Daniel Méndez ‏        | كولومبيا         | Equipo Kern Pharma       | + 6 د 40 ث     |
| 7                     | ماغنوس شيفيلد         | الولايات المتحدة | Ineos Grenadiers         | + 6 د 49 ث     |
| 8                     | كوربين سترونغ         | نيوزيلندا        | Israel-Premier Tech      | + 7 د 12 ث     |
| 9                     | آرنه ماريت ‏           | بلجيكا           | Sport Vlaanderen-Baloise | + 9 د 36 ث     |
| 10                    | Antonio Tiberi ‏       | إيطاليا          | تريك سيغافريدو           | + 10 د 15 ث    |
| مصدر: ProCyclingStats |                       |                  |                          |                |

## وصلات خارجية
- الموقع الرسمي
- لمحة عن سباق نجم بسجس 2022 على موقع  ProCyclingStats   (برو  سايكلنج  ستاتس) - إحصاءات  محترفي  الدراجات.
- نجم بسجس 2022 على موقع إحصائيات الدراجات الإحترافية (الإنجليزية)